# Liste d'écrivains haïtiens
Robert Négo  né en Haïti  à Jacmel en 1963 est un écrivain chrétien haitien  

## Liste

### avant 1800
- Juste Chanlatte (1766-1828), journaliste, dramaturge, poète
- Jules Solime Milscent (1778-1842), poète, homme politique
- Antoine Dupré (1782-1816), poète, dramaturge
- Hérard Dumesle (1784-1858), poète, journaliste
- François-Romain Lhérisson (1798-1859), poète, éducateur.

### 1800
- Pierre Faubert (1806-1868), diplomate, poète, dramaturge
- Jean-Baptiste Romane (1807-1858), poète, dramaturge
- Ignace Nau (1808-1839), poète, conteur, historien
- Coriolan Ardouin (1812-1835), poète
- Émile Nau (1812-1860), journaliste, historien, nouvelliste
- Émeric Bergeaud (1818-1858), romancier, ‘’Stella’’ (1850 ?)
- Alibée Féry (Athanase) (1818-1896), dramaturge, poète, romancier, essayiste, conteur
- Liautaud Ethéart (1826-1888), homme politique, dramaturge, essayiste
- Jean Demesvar Delorme (1831-1901), romancier, homme politique
- Oswald Durand (1840-1906), poète, homme politique

### 1850
- Louis-Joseph Janvier (1855-1911), journaliste, romancier, historien, diplomate
- Solon Ménos (en) (1859-1918), poète, juriste, homme politique
- Georges Sylvain (1866-1925), poète, avocat, diplomate
- Massillon Coicou (1867-1908), diplomate, poète, romancier
- Etzer Vilaire (1872-1951), enseignant, avocat, poète, romancier, essayiste
- Justin Lhérisson (1873-1907), avocat, journaliste, romancier, lodyanseur, poète
- Charles Moravia (1875-1938), enseignant, diplomate, dramaturge, poète
- Edmond Laforest (1876-1915), journaliste, poète
- Dantès Louis Bellegarde (1877-1966), avocat, enseignant, écrivain, essayiste, historien et diplomate
- Ida Faubert (1882-1969), poétesse, romancière, féministe
- Louis Achille Othello Bayard (1885-1971), musicien, violoniste, compositeur, poète
- Léon Laleau (1892-1979), poète, romancier, dramaturge, essayiste, journaliste et homme politique
- Cléante Desgraves Valcin (1891-1956), militante et écrivaine féministe
- Jean-Baptiste Cinéas (1895-1958) est un avocat, juriste, juge et romancier

### 1900
- Carl Brouard (1902-1965), journaliste, poète
- Émile Roumer (1903-1988), poète, essayiste, enseignant, avocat
- Philippe Thoby-Marcelin (1904-1975), poète, romancier, journaliste, folkloriste, homme politique
- Jacques Roumain (1907-1944), romancier, homme politique
- François Duvalier (1907-1971), médecin, homme politique, essayiste
- Jean-Fernand Brierre (1909-1992), diplomate, poète, dramaturge, romancier, essayiste

### 1910
- Roger Dorsinville (1911-1992), enseignant, journaliste, poète, romancier, essayiste, dramaturge, homme politique, diplomate
- Roussan Camille (1912-1961), journaliste, poète, diplomate
- Félix Morisseau-Leroy (1912-1998), journaliste, enseignant, dramaturge, poète
- Marie Vieux-Chauvet (1916-1973), dramaturge, romancière
- Odette Roy Fombrun (1917-2022), romancière, essayiste, « Trésor national vivant » depuis 2009
- Marie-Thérèse Colimon Hall (1918-1997), enseignante, féministe, poétesse, dramaturge

### 1920
- Louis Maurice Léonce (1921- ), poète
- Raymond Chassagne (1924-2013), poète, essayiste
- Paulette Poujol-Oriol (1926-2011), éducatrice, actrice, dramaturge, romancière, féministe
- René Depestre (1926-), poète, romancier, essayiste

### 1930
- Jean Dominique (1930-2000), agronome, créoliste
- Adeline Magloire Chancy (1931-), éducatrice, essayiste, femme politique
- René Philoctète (1932-1995), poète, romancier, dramaturge, journaliste
- Jacqueline Beaugé-Rosier (1932-2016), enseignante, poétesse
- Mona Guérin (1934-2011), enseignante, écrivaine
- Mimerose Beaubrun (en) (1936-), musicienne, écrivaine
- Gérard Étienne (1936-2008), poète, écrivain, linguiste et journaliste
- Georges Castera (1936-2020), dessinateur, poète
- Frankétienne (1936-2025), enseignant, poète, dramaturge, peintre, musicien, chanteur
- Jean Métellus (1937-2014), poète, essayiste, romancier
- Mimi Barthélémy (1939-2013), dramaturge, conteuse

### 1940
- Villard Denis (en) (1940-2004)
- Gary Klang (1941-), poète, romancier, essayiste, dramaturge
- Jean-Claude Fignolé (1941-2017), poète, écrivain
- Josaphat-Robert Large (1942-2017), poète, romancier
- Ertha Pascal-Trouillot (1943-), magistrate, femme politique, essayiste
- Georges Anglade (1944-2010), géographe, essayiste, conteur
- Marlène Rigaud Apollon (1945-), éducatrice, poétesse, nouvelliste
- Lilas Desquiron (1946-), ethnologue
- Emmanuel Eugène (1946-), connu sous le nom de Manno Ejèn, poète et nouvelliste
- Jean-Robert Léonidas (1946-), médecin, poète, essayiste, romancier
- Eddy Garnier (1949-), acteur, conteur, poète, romancier, nouvelliste et auteur de monologues
- Marie-Sœurette Mathieu (1949-), sociologue, romancière, poétesse, enseignante, peintre

### 1950
- Jean Jacques Clark Parent (en) (1951-), poète, romancier, dramaturge, compositeur, chanteur
- Christophe Philippe Charles (1951-), professeur, éditeur, poète, romancier
- Joël Des Rosiers (1951-), psychiatre, psychanalyste, poète, essayiste, nouvelliste, québécois d'origine haïtienne.
- Marie-Célie Agnant (1953-), poétesse, romancière, nouvelliste, devenue québécoise
- Paultre Pierre Desrosiers (1953-) Médecin, spécialiste en santé publique et maladies infectieuses, anthropologue, professeur, écrivain
- Yanick Lahens (1953-), enseignante, romancière
- Dany Laferrière (1953-), romancier, réalisateur
- Évelyne Trouillot (1954-), poétesse, dramaturge, essayiste, romancière, nouvelliste
- Lyonel Trouillot (1956-), poète, romancier, journaliste, enseignant
- Assotto Saint (en) (Yves François Lubin, 1957-1994), poète, performeur
- Gary Victor (1958-), écrivain, scénariste, romancier
- Kettly Mars (1958-), poétesse, romancière, nouvelliste

### 1960
Robert Négo (1963),théologien,écrivain chrétien 
- Jacques Roche (1961-2005), journaliste, poète
- Rachel Beauvoir-Dominique (en) (1965-2018), anthropologue
- Louis-Philippe Dalembert (1962- ), romancier, poète, journaliste
- Maggy de Coster (1962- ), journaliste, poétesse
- Rodney Saint-Éloi (1963- ), poète, essayiste, éditeur
- Rodolphe Mathurin (1967- ), poète, romancier, professeur, militant de gauche
- Edwidge Danticat (1969- ), romancière, poétesse, essayiste
- Pierre Josué Agénor Cadet (1962-), poète, professeur, historien, politologue, ex-ministre ...

### 1970
- Emmelie Prophète (1971- ), journaliste, romancière, femme politique, diplomate
- Dimitry Elias Léger (1971- ), journaliste, romancier
- André Fouad (1972-), poète, conteur, journaliste
- Pierre-Paul Ancion (1977-), journaliste, éditeur, peintre
- James Noël (1978- ), poète, romancier
- Kerline Paul (1977- ), dramaturge, metteur en scène

### 1980
- Adlyne Bonhomme (?-), poétesse
- Evains Wêche (1980- ), dentiste, animateur culturel, nouvelliste, romancier
- Darly Renois (1980- ), psychologue, poète
- Inéma Jeudi (1981-), poète
- Jessica Fièvre (1981 -), éducatrice, nouvelliste, romancière
- Fred Edson Lafortune (1982-), poète
- Coutechève Lavoie Aupont (1982-), poète
- Caldwel Appolon (1982- ), poète
- Joseph Léandre (1982-), écrivain, journaliste, psychologue
- Makenzy Orcel (1983- ), poète, romancier
- Duccha/Duckens Charitable (1983- ), poète, dramaturge
- Jean Mariot Cleophat(1983-), écrivain
- Iléus Papillon (1984-), sociologue, poète
- Pierre Réginald Riché (1985), poète, nouvelliste, essaiyiste, journaliste.
- Handgod Abraham (1986-), poète, entrepreneur
- John Wesley Delva (1987-), poète
- Fania Noël (1987-), afro-féministe, essayiste
- Étienne De Saint-Exil, poète, romancier, peintre
- Thélyson Orélien (1988-), poète, chroniqueur

### 1990
- Raynaldo Pierre-Louis (1990-), poète, enseignant
- Fabrice Guerrier (1991-), écrivain et éditeur
- Fédia Stanislas (1991-), Journaliste, romancière
- Oralus Christ-Falin (1991), Journaliste, écrivain et éditeur
- Selmy Accilien (1992-), poète
- Elbeau Carlynx (1994-), poète
- Niklovens Fransaint (1996-), poète
- Witensky Lauvince (1996-), poète
- Luis Bernard Henry (1997- ), poète, dramaturge, romancier
- Juste Philippeson (1998-), poète, photographe et médecin